# Matt Cappotelli
Matthew Lee Cappotelli, meglio conosciuto come Matt Cappotelli (Caledonia, 12 novembre 1979 – Louisville, 29 giugno 2018), è stato un wrestler statunitense, di origini italiane, noto per i suoi trascorsi nella Ohio Valley Wrestling tra il 2003 ed il 2006.
Nel 2003 vinse, a pari merito con John Hennigan, la terza stagione del reality-show organizzato dalla World Wrestling Entertainment, Tough Enough.

## Carriera

### Tough Enough (2003)
Nell'ottobre del 2002 Matthew Cappotelli entrò a far parte della terza edizione di Tough Enough, reality-show organizzato dalla World Wrestling Entertainment per trovare un nuovo wrestler da ingaggiare. Il 23 gennaio 2003 Cappotelli fu eletto vincitore a pari merito con John Hennigan; grazie alla vittoria del reality si guadagnò un contratto con la WWE.

### Ohio Valley Wrestling (2003–2006)
Nel giugno del 2003 Matthew Cappotelli venne inviato nella Ohio Valley Wrestling, all'epoca territorio di sviluppo della WWE, per ricevere un ulteriore allenamento; qui formò un tag team con Johnny Jeter, con il quale vinse l'OVW Southern Tag Team Championship. Il 9 novembre 2005 vinse l'OVW Heavyweight Championship, sconfiggendo proprio il suo ex compagno.
All'inizio del 2006 la WWE pensò di spostarlo nel roster principale, ma tutto fu bloccato quando a Cappotelli venne diagnosticato un tumore al cervello che lo costrinse al ritiro dal mondo del wrestling.

## Morte
All'inizio del 2006 a Matthew Cappotelli venne diagnosticato un tumore al cervello che lo costrinse al ritiro dal mondo del wrestling; nel maggio del 2007 venne operato con successo.
Il tumore si ripresentò in forma più aggressiva nel luglio del 2017; Cappotelli morì il 29 giugno 2018, all'età di trentotto anni.

## Titoli e riconoscimenti
Ohio Valley Wrestling
- OVW Heavyweight Championship (1)
- OVW Southern Tag Team Championship (1) – con Johnny Jeter

Pro Wrestling Illustrated
- Most Inspirational Wrestler of the Year (2006)

World Wrestling Entertainment
- Tough Enough (terza edizione) – a pari merito con John Hennigan